# الشريرة
الشرير فيلم أكشن-إثارة كوري جنوبي من إخراج جيونغ بيونغ غيل، وبطولة کیم اوك بین. عرض الفيلم عالمياً في مهرجان كان السينمائي 2017 في أيار 2017.

## القصة
سوك هيي قاتلة مأجورة نشأت وتدرّبت في الصين، تُخفي حقيقتها كقاتلة وتعود إلى كوريا حالمةً بالحصول على نمط حياة مُختلف
لكنها تُصبح متورطة مع رجُلين. جونغ سانغ رجُل غامض يمتلك منظمة لتدريب القتلة. هيون سوو رجُل لطيف يهتم بـ سوك هيي.

## الترشيحات والجوائز
| الجائزة                                  | الفئة                        | النتيجة |
| ---------------------------------------- | ---------------------------- | ------- |
| الدورة 16 New York Asian Film Festival   | جائزة التميز في سينما الأكشن | فوز     |
| الدورة 21 مهرجان الخيال السينمائي الدولي | أفضل فيلم أكشن               | فوز     |

## روابط أضافية
- الشريرة على هانسينما
- الشريرة على موقع IMDb (الإنجليزية)
- الشريرة على موقع ميتاكريتيك (الإنجليزية)
- الشريرة على موقع روتن توميتوز (الإنجليزية)
- الشريرة على موقع نتفليكس (الإنجليزية)
- الشريرة على موقع ألو سيني (الفرنسية)
- الشريرة على موقع بوكس أوفيس موجو (الإنجليزية)
- الشريرة على موقع فيلمافينيتي (الإسبانية)
- الشريرة على موقع قاعدة بيانات الفيلم (الإنجليزية)
- الشريرة على موقع ليتربوكسد (الإنجليزية)
- الشريرة على موقع كينوبويسك (الروسية)